# Michael Alexander
Sir Michael O’Donel Bjarne Alexander (Winchester, 1936. június 19. – Millfield Lane, 2002. június 1.) olimpiai ezüstérmes angol párbajtőrvívó, diplomata, Conel Hugh O’Donel Alexander rejtjelelemző, sakkozó, sakkszakíró fia.